# Friedensstatue

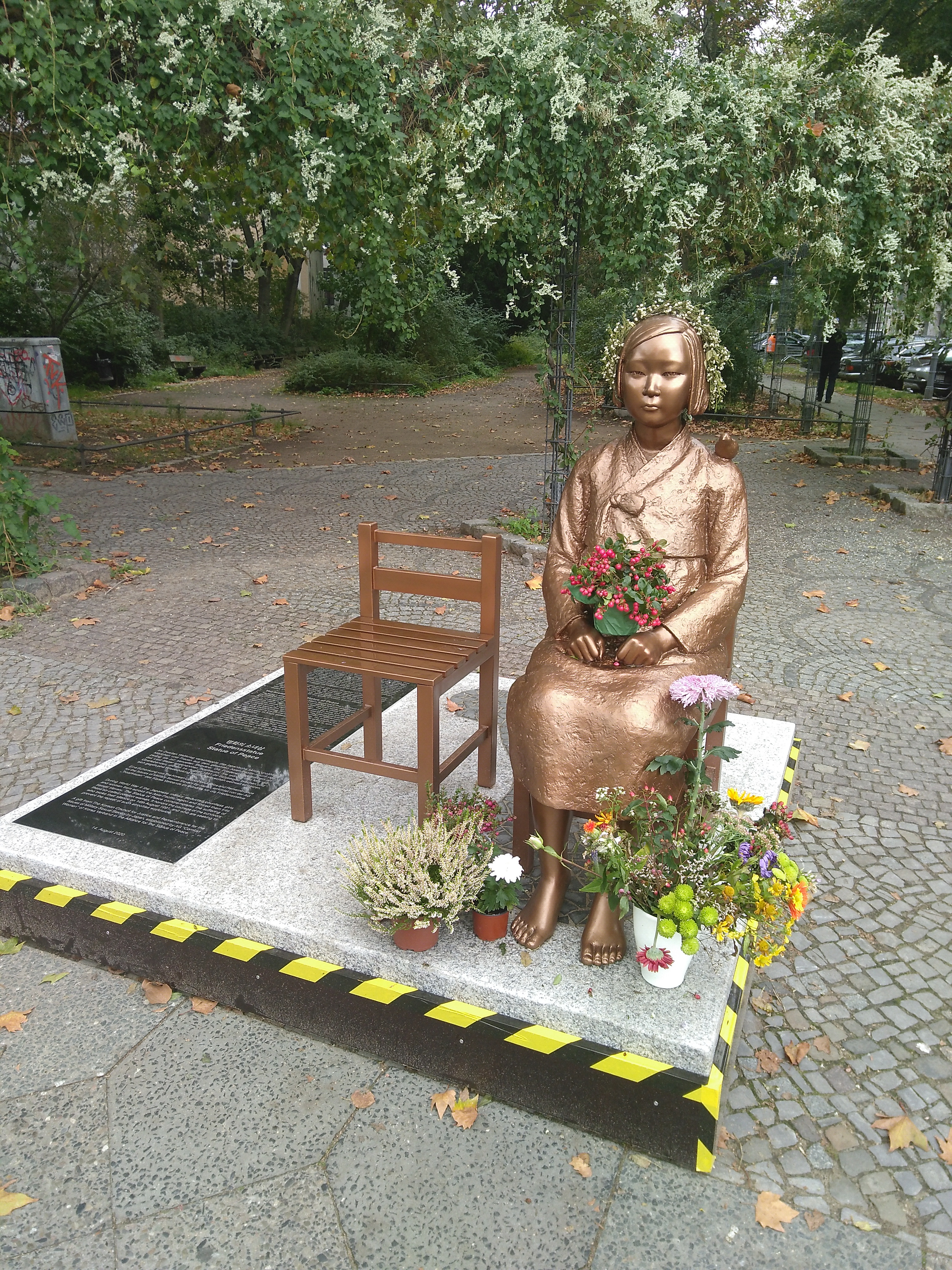
Friedensstatue Trostfrauen in Berlin-Moabit

Die Friedensstatue ist ein Mahnmal auf dem Unionplatz im Ortsteil Moabit des Bezirks Mitte von Berlin für die „Trostfrauen“ (Mädchen und Frauen, die für die japanischen Kriegsbordelle des Zweiten Weltkriegs zwangsprostituiert wurden). Es soll zudem allgemein ein Symbol gegen sexualisierte Gewalt gegen Mädchen und Frauen sein. Das Mahnmal wurde durch die Aktionsgruppe Trostfrauen des Korea-Verbands initiiert und am 28. September 2020 eingeweiht. Um die Statue herum hat sich ein Diskurs zu Erinnerungskulturen zwischen lokaler, staatlicher und diplomatischer Ebene entwickelt.
Die Bronzestatue wurde von dem südkoreanischen Künstlerpaar Kim Eun-sung (* 1965) und Kim Seo-kyung entworfen. Es ist die erste Statue dieser Art, die in Deutschland an einem öffentlichen Ort aufgestellt wurde.

## Geschichte
Am 14. August 1991 brach Kim Hak-Soon als sogenannte Trostfrau das jahrelange Schweigen. Sie berichtete, dass sie noch ein junges Mädchen gewesen sei, als sie im Zweiten Weltkrieg durch das japanische Militär sexuell versklavt wurde. Am 14. August 1991 machte sie ihre Geschichte vor Fernsehkameras öffentlich. Sie war damit die erste Überlebende der sogenannten Trostfrauen, die Zeugnis ablegte über die schweren Menschenrechtsverletzungen. Dem Beispiel von Kim Hak-Soon folgten 250 Betroffene aus dem Asien-Pazifik-Raum, die seither gemeinsam um Entschuldigungen und Entschädigung kämpfen. Im Jahr 2015 akzeptierten 34 von 47 der damals noch lebenden ehemaligen Trostfrauen Entschädigungszahlungen Japans.
Die Friedensstatue soll an das Leid der mindestens 200.000 Betroffenen aus den Kriegsgebieten erinnern, darunter auch die Opfer der deutschen Wehrmacht, deren Soldaten die Frauen in Bordellen wieder und wieder vergewaltigten. Sexuelle Gewalt an Frauen als Kriegsmittel wird bis heute in kriegerischen Konflikten verübt.
Kritiker der Statue argumentieren vor allem, dass die Kritik an den Handlungen Japans im Zusammenhang mit den „Trostfrauen“, etwa in Form sogenannter „Friedensstatuen“, vorwiegend symbolischen Charakter habe und nicht auf einer umfassenden, faktenbasierten Analyse beruhe. Vertreter dieser Position sehen in der internationalen und insbesondere südkoreanischen Erinnerungskultur eine politisch motivierte Aufladung des Themas, die dazu diene, nationale Narrative zu stützen oder die öffentliche Meinung zu beeinflussen. Gedenkprojekte und Denkmäler werden in diesem Zusammenhang als Ausdruck gezielter „Geschichtspolitik“ interpretiert, die aus dieser Sicht einer ausgewogeneren und stärker kontextualisierten historischen Aufarbeitung entgegenstehe.

## Gestaltung
Im Mittelpunkt der Skulptur steht die bronzene Figur eines jugendlichen Mädchens in koreanischer Tracht (Hanbok). Kleidung und Alter sollen auf die Lebenssituation der Opfer zum Zeitpunkt ihrer Verschleppung verweisen. In einer untersuchten Gruppe von etwas mehr als 800 „Trostfrauen“ waren 85 Prozent älter als 20 Jahre.  Das Mädchen sitzt auf einem Stuhl, daneben steht ein zweiter, leerer Stuhl.
Ein Bodenmosaik zeigt den Schatten des Mädchens als Silhouette einer alten Frau, darin ist ein weißer Schmetterling abgebildet. Seitlich sind zwei schwarze Tafeln mit Erklärungen in deutscher und englischer Sprache in die Bodenplatte eingelassen.

## Politische Kontroversen
Für das Mahnmal lag eine Genehmigung des Bezirksamtes Mitte vor. Der japanische Kabinettssekretär und Regierungssprecher Katsunobu Kato kündigte am 29. September 2020 an, gegen die Aufstellung vorzugehen und die Statue entfernen zu lassen. Japans Außenminister Toshimitsu Motegi nahm laut der nationalistischen Tageszeitung Sankei Shinbun dahingehend Kontakt zum deutschen Außenminister Heiko Maas auf. Zuvor hatte es bereits ähnliche Einmischungen seitens der japanischen Regierung in Freiburg und San Francisco gegeben.
Am 8. Oktober 2020 widerrief das Bezirksamt Mitte die Genehmigung, da die Statue Hass befördere und nicht mit den Werten der Versöhnung übereinstimme. Der Bezirksbürgermeister des Bezirks Berlin-Mitte Stephan von Dassel begründete außerdem, dass mit der Friedensstatue und ihrer Texttafel ein politisch-historisch belasteter und komplexer Konflikt zwischen zwei Staaten aufgegriffen werde, der sich nicht für die Aufarbeitung in Deutschland eigne. Vom Korea-Verband wurde die Entfernung bis zum 14. Oktober 2020 verlangt. Als Reaktion auf einen Eilantrag des Korea-Verbandes beim Berliner Verwaltungsgericht zog der Berliner Bezirk Mitte die Anordnung vorläufig zurück. Am selben Tag demonstrierten 300 Menschen in Berlin für den Erhalt der Friedensstatue, und Bündnis 90/Die Grünen Berlin-Mitte, der auch Stephan von Dassel angehört, brachte eine Pressemitteilung für den Erhalt der Friedensstatue heraus.
Im Dezember 2020 sprach sich die Bezirksverordnetenversammlung von Berlin-Mitte mehrheitlich für den dauerhaften Erhalt der Friedensstatue aus. Der Korea Verband setzt sich für eine dauerhafte Installation der Statue ein und beantragte im Sommer 2021 eine verlängerte Aufstellung der Friedensstatue, die vom Bezirksamt zunächst für ein weiteres Jahr genehmigt wurde. Im November 2022 teilte Bezirksbürgermeisterin Stefanie Remlinger in einer Unterausschusssitzung der Bezirksverordnetenversammlung mit, dass die Aufstellung der Friedensstatue in Berlin für zwei weitere Jahre genehmigt wird.
Die Friedensstatue sollte im September 2024 entfernt werden. Nach vielseitiger Lobbyarbeit aus Japan und einem Besuch mit der japanischen Außenministerin Yoko Kamikawa in Tokio erklärte der Bürgermeister Kai Wegner, dass eine „einseitige Darstellung“ nicht mehr stattfinden dürfe. Die Linken-Politikerin Ingrid Bertermann kritisierte diese Haltung: „Zu sagen, dass es einseitig wäre, weil es die Opferperspektive schildert und nicht die der Täterperspektive, ist haarsträubend.“
Das Künstlerpaar Kim Seo Kyung und Kim Eun Sung unterlag bereits, zuletzt 2019, mit gleichartig dargestelltem Thema der japanischen Zensur. 2019 wurde eine Kunstausstellung in Nagoya, die eine Friedensstatue zeigte, abrupt geschlossen.
Im Oktober 2024 sprach sich die Berliner Bezirksbürgermeisterin Stefanie Remlinger für die Entfernung der Friedensstatue aus. Als Grundlage für ihre Position führte sie die Richtlinien für öffentliche Kunst im Berliner Bezirk Mitte an. Demnach dürfen Kunstwerke, die nicht aus einem Wettbewerb hervorgegangen sind, nur für maximal zwei Jahre im öffentlichen Raum stehen. Dieses Prinzip der zeitlichen Beschränkung dient der Fairness zwischen Kunstschaffenden, da andere Künstler so eher eine Chance haben, ihre Kunst ebenfalls im öffentlichen Raum zur Schau zu stellen. Die Fachkommission für Kunst am Bau und im Stadtraum (KIST) des Bezirks Mitte hat das Vorhandensein dieser Richtlinie bestätigt.

## Weitere Friedensstatuen

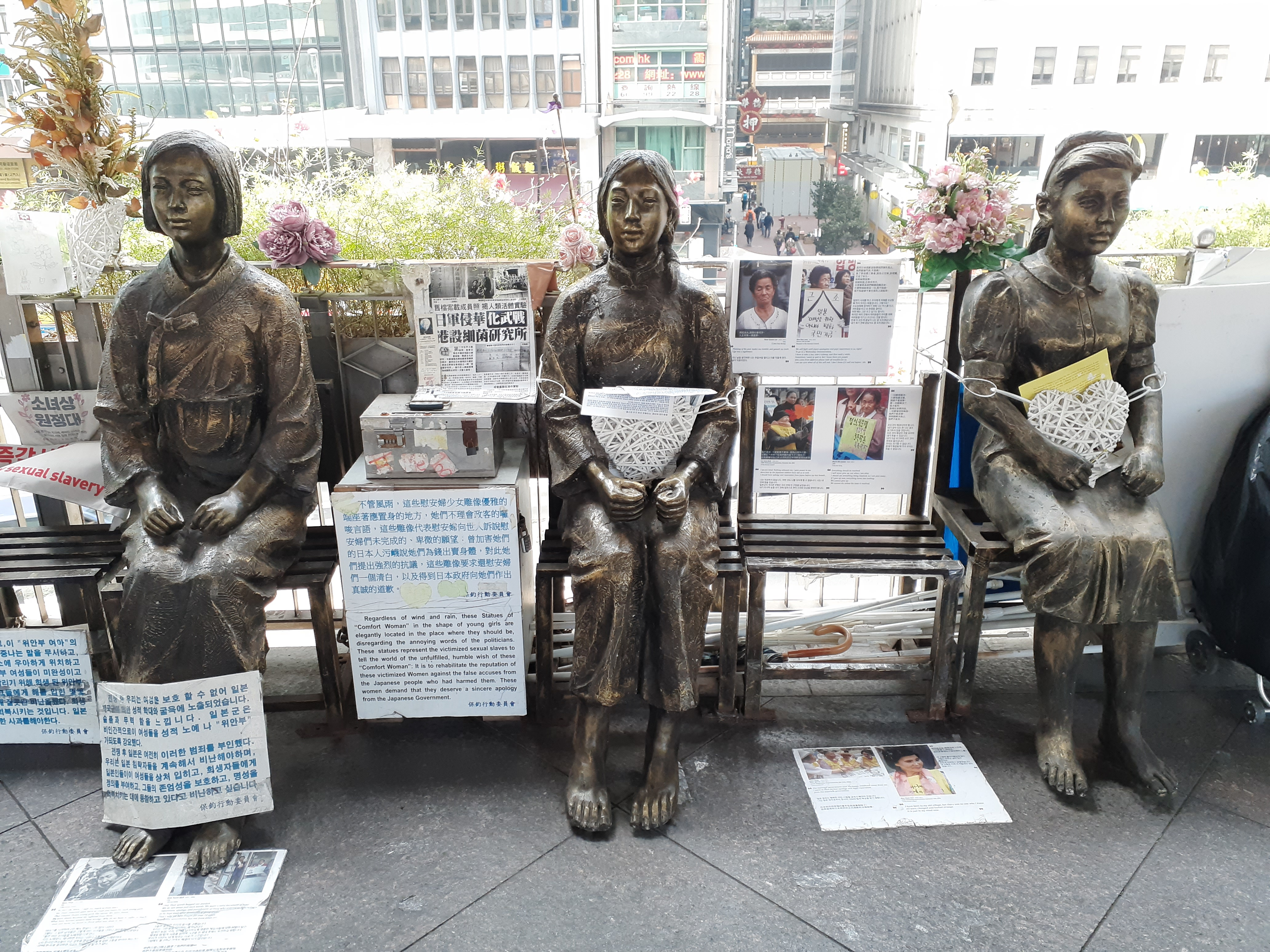
Friedensstatue in Hongkong

Eine erste, ähnlich gestaltete Friedensstatue wurde 2011 vor der Japanischen Botschaft in Seoul errichtet. Weltweit gibt es ähnliche Mahnmale zur Thematik etwa in den USA, Kanada, Australien, Hongkong, Philippinen und Deutschland. Das erste Denkmal für "Trostfrauen" steht seit 1986 in Japan in Tateyama (Chiba).
Eine erste Initiative in Deutschland scheiterte 2017 in Freiburg an japanischem diplomatischen Widerstand. Die Skulptur wurde daraufhin im Nepal-Himalaya-Park in Wiesent bei Regensburg errichtet. Ein weiteres Mahnmal befindet sich auf dem Grundstück der Koreanischen Evangelischen Kirchengemeinde Rhein-Main in Frankfurt. Und seit dem 8. Juli 2022 befindet sich auf dem Campusgarten der Universität Kassel eine weitere Friedensstatue.